# Зиновьев, Питер
Пи́тер Зино́вьев, также встречаются варианты Пётр Зино́вьев и Пи́тер Зино́вьефф (англ. Peter Zinovieff, 26 января 1933, Фулем, Лондон — 26 июня 2021) — британский инженер и изобретатель русского происхождения, наиболее известный созданием компании Electronic Music Studios, выпустившей в конце 1960-х синтезатор EMS VCS 3. Внук политика Л. А. Зиновьева и военной лётчицы С. А. Долгоруковой.

## Детство и образование
Родился 26 января 1933 года в семье Льва Зиновьева (англ. Leo Zinovieff) и Софки Зиновьевой (англ. Sofka Zinovieff, урождённая княжна София Долгорукова). Оба принадлежали к дворянским семьям России, бежавшим в Великобританию после революции. Впервые родители встретились в Лондоне, брак их был недолгим. Во время Второй мировой войны Питер вместе с братом жил у дедушки с бабушкой в Гилфорде, а затем переехал к отцу в Суссекс. Мать в эти годы стала активным членом Коммунистической партии Великобритании.
Учился в Гилфордской королевской грамматической школе и школе Гордонстоун, затем в Оксфордском университете, который закончил с докторской степенью в геологии.

## Карьера в музыке и электронике
Работы Зиновьева основывались на исследованиях Макса Мэтьюса и Жан-Клода Риссе из «Лабораторий Белла», а также тезисах Дэвида Алана Люса из MIT. В 1966—67 годах Зиновьев, музыкант Делия Дербишир и композитор Брайан Ходжсон организовали Unit Delta Plus, где создавали и популяризировали электронную музыку. Они работали в студии, созданной Зиновьевым в собственном сарае у дома в Патни (Лондон). Сарай находился на берегу Темзы и впоследствии был разрушен наводнением Вместе с Дэвидом Кокереллом и Питером Гродоно Зиновьев создал MUSYS — аналого-цифровой музыкальный контроллер. Он был создан на основе двух мини-компьютеров DEC PDP-8 и клавиатуры фортепиано. В 1966 году Unit Delta Plus организовала концерт электронной музыки в Watermill Theatre, сопроводив его психоделическим световым шоу. В начале 1967 состоялся концерт в The Roundhouse, во время которого также исполнялась Carnival of Light. Однако в том же году группа распалась В студию Зиновьева приезжал Пол Маккартни, однако популярной музыкой её хозяин практически не интересовался.
В 1968 году часть студии была восстановлена в Коннот-Холл для записи композиций Джастина Конноли и Дэвида Ламсдейна. В том же году на конгрессе ИФИП композиция ZASP, созданная Зиновьевым и Аланом Сатклиффом, получила второй приз, пропустив вперёд только композицию Яниса Ксенакиса.
В 1969 году Зиновьев в поисках финансирования разместил рекламу в The Times, но получил лишь один ответ с 50 фунтами и то по ошибке: приславший думал, что столько стоит синтезатор. Тогда вместе с Кокереллом и Тристрамом Кейри Зиновьев создал компанию Electronic Music Studios (EMS). К концу 1960-х годов EMS Ltd. вместе с ARP, Buchla и Moog была одной из четырёх компаний, предлагавших к продаже синтезаторы. В 1970 годы Зиновьев заинтересовался также видеосинтезатором Роберта Монкхауса, и EMS начала его производство под маркой Spectron.
Джон Лорд из Deep Purple отзывался о Зиновьеве как «сумасшедшем учёном»: «Меня провели в его мастерскую. Он был там и разговаривал с компьютером, пытаясь добиться ответа». Тревор Пинч и Фрэнк Трокко, описывая историю синтезаторов, называли Зиновьева аристократом, не желающим заниматься торговлей.
Зиновьев стал автором либретто к опере The Mask of Orpheus Харрисона Бертуистла, а также слов к Nenia: The Death of Orpheus (1970). В части Tristan’s Folly прелюды для фортепиано, оркестра и магнитофона Tristan (1975) Ханса Вернера Хенце звучит запись, сделанная Зиновьевым. На протяжении всей жизни Зиновьев продолжал сочинять электронную музыку.

## Личная жизнь
В 1960 году Зиновьев сочетался браком с Викторией Хебер-Перси; в 1978 — с Розой Верни. У него родилось семь детей.